# Oryzaephilus

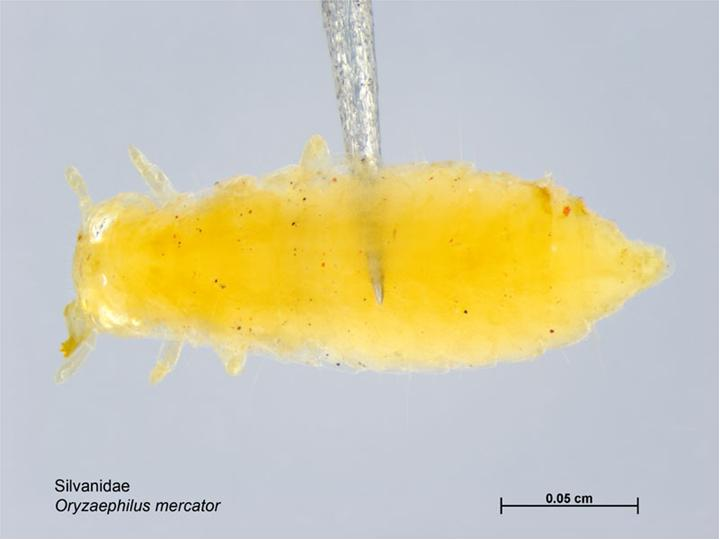
Oryzaephilus mercator, larva

Oryzaephilus es un género de coleóptero de la familia Silvanidae. La especie más conocida es Oryzaephilus mercator por ser una plaga de los cereales que ha sido introducida mundialmente con productos alimenticios.
Los adultos miden 2.5-3.7 mm, son alargados, de color castaño, con estrías longitudinales. Son voladores poderosos. Se los encuentra en materiales almacenados, pueden vivir todo el año en interiores.

## Especies
Las especies de este género son:
- Oryzaephilus abeillei
- Oryzaephilus acuminatus
- Oryzaephilus breuningi
- Oryzaephilus canus
- Oryzaephilus cuneatus
- Oryzaephilus decellei
- Oryzaephilus exiguus
- Oryzaephilus fauveli
- Oryzaephilus genalis
- Oryzaephilus gibbosus
- Oryzaephilus mercator
- Oryzaephilus mucronatus
- Oryzaephilus parallelus
- Oryzaephilus serratus
- Oryzaephilus surinamensis